# Guglielmo il Giovane di Brunswick-Lüneburg
Guglielmo di Brunswick-Lüneburg, detto Guglielmo il Giovane (4 luglio 1535 – 20 agosto 1592), è stato duca di Brunswick-Lüneburg nel Lüneburg-Celle dal 1559 fino alla sua morte.

## Biografia
Guglielmo era il figlio del duca Ernesto I di Brunswick-Lüneburg, e di sua moglie, Sofia di Meclemburgo-Schwerin, figlia di Enrico V di Meclemburgo-Schwerin. Dopo la morte di suo padre, Guglielmo crebbe alla corte di suo nonno, Enrico. Dopo alcuni anni andò a studiare all'Università di Wittenberg. Poi soggiornò nuovamente presso varie corti principesche. Nel 1559 morì il fratello maggiore Francesco Ottone, Guglielmo assunse il governo del ducato di Lüneburg insieme al fratello maggiore Enrico (l'altro fratello, Federico, morì a causa delle ferite riportate nella battaglia di Sieverhausen nel 1553).

## Regno
Secondo l'accordo stipulato tra i fratelli, il potere di Enrico e Guglielmo era limitato dai loro consiglieri nominati (tra le altre cose, non potevano sposarsi senza il loro consenso). Cercarono di liberare il principato dai debiti. Nel 1562 stipularono un accordo con la città di Lüneburg, ponendo fine a lunghe controversie tra cittadini e principi (subito dopo la città rese omaggio ai principi). Nel 1564 furono emanate leggi che regolavano i rapporti ecclesiastici, giudiziari e di polizia nel principato. Governarono il ducato in armonia per i successivi cinque anni, fino al 1569, quando Enrico richiese che il ducato fosse diviso in due parti. Nonostante la resistenza di Guglielmo e dei possedimenti, questa divisione fu effettuata: Enrico ricevette Dannenberg, un pagamento di 4.000 talleri e una pensione annua di 500 talleri. Guglielmo mantenne la parte principale del ducato di Celle, ma si assunse tutti i debiti e gli oneri fiscali del ducato nei confronti dell'impero.

## Matrimonio
Sposò, il 12 ottobre 1561, Dorotea di Danimarca (29 giugno 1546–6 gennaio 1617), figlia di Cristiano III di Danimarca. Ebbero quindici figli:
- Sofia (1563-1639), sposò il margravio Giorgio Federico di Brandeburgo-Ansbach;
- Ernesto (1564-1611);
- Elisabetta (1565-1621), sposò il conte Federico di Hohenlohe-Langenburg;
- Cristiano (1566-1633);
- Augusto (1568-1636);
- Dorotea (1570-1649), sposò il conte palatino Carlo I del Palatinato-Zweibrücken-Birkenfeld;
- Clara (1571-1658), sposò il conte Guglielmo I di Schwarzburg-Frankenhausen;
- Anna Ursula (1572-1601);
- Margherita (1573-1643), sposò il duca Giovanni Casimiro di Sassonia-Coburgo;
- Federico (1574-1648);
- Maria(1575-1610);
- Magnus (1577-1632);
- Giorgio (1582-1641);
- Giovanni (1583-1628);
- Sibilla (1584-1652), sposò il duca Giulio Ernesto di Brunswick-Lüneburg.

## Morte
Tuttavia, presto ricominciarono le controversie tra i fratelli sulla divisione del ducato e terminarono solo dopo la morte di Guglielmo, il 20 agosto 1592. Un ostacolo al loro completamento durante la sua vita fu la malattia mentale di Guglielmo, di cui soffrì nel 1581 e che lo rese incapace di governare in modo indipendente. Da allora in poi il governo vero e proprio fu esercitato dalla moglie Dorotea, con l'aiuto del figlio Ernesto. A quel tempo il principato fu ampliato: nel 1582 fu rilevata la contea di Hoya e nel 1585 la contea di Diepholz poiché le famiglie locali si erano estinte.

## Ascendenza
|                                            |                                   |                                   | Genitori                         |  |  | Nonni |  |  | Bisnonni                       |  |  | Trisnonni                         |  |
|                                            |                                   |                                   |                                  |  |  |       |  |  | Ottone V di Brunswick-Lüneburg |  |  | Federico II di Brunswick-Lüneburg |  |
|                                            |                                   |                                   |                                  |  |  |       |  |  | Ottone V di Brunswick-Lüneburg |  |  | Federico II di Brunswick-Lüneburg |  |
|                                            |                                   | Maddalena di Hohenzollern         |                                  |  |  |       |  |  | Ottone V di Brunswick-Lüneburg |  |  |                                   |  |
| Enrico di Brunswick-Lüneburg               |                                   |                                   |                                  |  |  |       |  |  | Ottone V di Brunswick-Lüneburg |  |  |                                   |  |
|                                            |                                   | Anna di Nassau                    | Guglielmo I d'Orange             |  |  |       |  |  |                                |  |  |                                   |  |
|                                            |                                   | Anna di Nassau                    | Guglielmo I d'Orange             |  |  |       |  |  |                                |  |  |                                   |  |
|                                            |                                   | Anna di Nassau                    | Anna di Sassonia                 |  |  |       |  |  |                                |  |  |                                   |  |
| Ernesto I di Brunswick-Lüneburg            |                                   | Anna di Nassau                    |                                  |  |  |       |  |  |                                |  |  |                                   |  |
|                                            |                                   | Ernesto di Sassonia               | Federico II di Sassonia          |  |  |       |  |  |                                |  |  |                                   |  |
|                                            |                                   | Ernesto di Sassonia               | Federico II di Sassonia          |  |  |       |  |  |                                |  |  |                                   |  |
|                                            |                                   | Ernesto di Sassonia               | Margherita d'Austria             |  |  |       |  |  |                                |  |  |                                   |  |
| Margherita di Sassonia                     |                                   | Ernesto di Sassonia               |                                  |  |  |       |  |  |                                |  |  |                                   |  |
|                                            |                                   | Elisabetta di Baviera             | Alberto III di Baviera           |  |  |       |  |  |                                |  |  |                                   |  |
|                                            |                                   | Elisabetta di Baviera             | Alberto III di Baviera           |  |  |       |  |  |                                |  |  |                                   |  |
|                                            |                                   | Elisabetta di Baviera             | Anna di Braunschweig-Grubenhagen |  |  |       |  |  |                                |  |  |                                   |  |
| Guglielmo il Giovane di Brunswick-Lüneburg |                                   | Elisabetta di Baviera             |                                  |  |  |       |  |  |                                |  |  |                                   |  |
|                                            | Magnus II di Meclemburgo-Schwerin | Enrico IV di Meclemburgo-Schwerin |                                  |  |  |       |  |  |                                |  |  |                                   |  |
|                                            | Magnus II di Meclemburgo-Schwerin | Enrico IV di Meclemburgo-Schwerin |                                  |  |  |       |  |  |                                |  |  |                                   |  |
|                                            | Magnus II di Meclemburgo-Schwerin | Dorotea di Brandeburgo            |                                  |  |  |       |  |  |                                |  |  |                                   |  |
| Enrico V di Meclemburgo-Schwerin           | Magnus II di Meclemburgo-Schwerin |                                   |                                  |  |  |       |  |  |                                |  |  |                                   |  |
|                                            |                                   | Sofia di Pomerania-Wolgast        | Eric II di Pomerania-Wolgast     |  |  |       |  |  |                                |  |  |                                   |  |
|                                            |                                   | Sofia di Pomerania-Wolgast        | Eric II di Pomerania-Wolgast     |  |  |       |  |  |                                |  |  |                                   |  |
|                                            |                                   | Sofia di Pomerania-Wolgast        | Sofia di Pomerania-Stolp         |  |  |       |  |  |                                |  |  |                                   |  |
| Sofia di Meclemburgo-Schwerin              |                                   | Sofia di Pomerania-Wolgast        |                                  |  |  |       |  |  |                                |  |  |                                   |  |
|                                            |                                   | Giovanni I di Brandeburgo         | Alberto III di Brandeburgo       |  |  |       |  |  |                                |  |  |                                   |  |
|                                            |                                   | Giovanni I di Brandeburgo         | Alberto III di Brandeburgo       |  |  |       |  |  |                                |  |  |                                   |  |
|                                            |                                   | Giovanni I di Brandeburgo         | Margherita di Baden              |  |  |       |  |  |                                |  |  |                                   |  |
| Ursula del Brandeburgo                     |                                   | Giovanni I di Brandeburgo         |                                  |  |  |       |  |  |                                |  |  |                                   |  |
|                                            |                                   | Margherita di Sassonia            | Guglielmo III di Sassonia        |  |  |       |  |  |                                |  |  |                                   |  |
|                                            |                                   | Margherita di Sassonia            | Guglielmo III di Sassonia        |  |  |       |  |  |                                |  |  |                                   |  |
|                                            |                                   | Margherita di Sassonia            | Anna d'Asburgo                   |  |  |       |  |  |                                |  |  |                                   |  |
|                                            |                                   | Margherita di Sassonia            |                                  |  |  |       |  |  |                                |  |  |                                   |  |